# 페이를러 바턴스
페이를러 바턴스(네덜란드어: Veerle Baetens, 1978년 1월 24일 ~ )는 벨기에의 배우이다. 2013 유럽 영화상에서 영화 《브로큰 서클》로 여우주연상을 받았다.

## 수상
- 유럽 영화상 여우주연 (2013)
- 트라이베카 영화제 여우주연 (2013)
- 마그리트상 여우주연 (2016)